# دالتون (لاعب كرة قدم)
دالتون هو لاعب كرة قدم برازيلي في مركز حراسة المرمى، ولد في 8 سبتمبر 1986 في تشابيكو في البرازيل. لعب مع نادي ريفر تيريزينا ونادي فيغورينسي ونادي ميراسول.